# Ophrynia galeata
Ophrynia galeata är en spindelart som beskrevs av Rudy Jocqué och Nikolaj Scharff 1986. Ophrynia galeata ingår i släktet Ophrynia och familjen täckvävarspindlar.
Artens utbredningsområde är Tanzania. Utöver nominatformen finns också underarten O. g. lukwangulensis.